# Ponte Testaccio
Die Ponte Testaccio über den Tiber in Rom entstand von 1940 bis 1948 als zweite Brücke zwischen den Vierteln Testaccio und Trastevere. Sie wurde durch den Architekten und Ingenieur Cesare Pascoletti für die S.A. Finanziaria per Costruzioni geplant.
Die vierspurige Stahlbetonbrücke verbindet mit einem einzigen flachen Bogen den Lungotevere Testaccio von der Rückseite des Schlachthofes aus mit dem Lungotevere Portuense in Trastevere. Der Brückenkörper aus Beton wurde 1943 gegossen, die Fertigstellung verzögerte sich jedoch aufgrund der Kriegshandlungen und des Zusammenbruches des faschistischen Regimes. 1947 wurden die Arbeiten nach einem teilweise modifizierten Entwurf von Giulio Krall wieder aufgenommen, die Brücke wurde am 22. Juli 1948  eingeweiht. Sie ist in schlichten Formen errichtet und vollständig mit Travertin verkleidet, die vier ursprünglich geplanten großen Reliefs an den Widerlagern wurden nicht realisiert.
Auf dem Piano Regolatore von 1931, dem unter der Leitung von Marcello Piacentini entstandenen Flächennutzungsplan Roms, war die Brücke noch nicht vorgesehen. Die Planungen begannen erst, nachdem Rom im Oktober 1936 den Zuschlag für die Weltausstellung 1942, die Esposizione Universale di Roma erhalten hatte. Die Brücke war als Ponte d’Africa Teil der Verkehrsplanungen in Vorbereitung auf diese Ausstellung. Vom ab 1938  auf dem Aventin entstehenden Ministerium der Kolonien in Afrika, seit 1952 Sitz der FAO, sollte der Viale Africa, der heutige Viale Aventino, quer durch Testaccio entlang der Via Galvani über das Gelände des Schlachthofs und die neue Brücke zum Bahnhof Trastevere verlängert werden. Vor dort führte die geplante Verbindung über den Viale Marconi und die ebenfalls in diesem Zusammenhang errichtete Ponte Marconi (1937–1955) zum Gelände der Ausstellung. Daneben sollte sie die Anbindung von Trastevere und Porta Portuense an das historische Stadtzentrum verbessern.
Das östliche Ende der Brücke in Testaccio war 1961 Schauplatz der Schluss-Szene in Pier Paolo Pasolinis umstrittenen Debütfilm Accattone, hier stirbt Accattone nach einem Motorradunfall mit den Worten: „Mo’ sto bene“ („Jetzt geht’s mir besser“).